# Płyn Mandla
Płyn Mandla – lek złożony, stosowany w przewlekłym zanikowym nieżycie nosa i przewlekłym cuchnącym zanikowym nieżycie nosa.

## Skład
- 0,2 g jodu
- 2,0 g jodku potasu
- 30,0 g gliceryny
- 5 kropli olejku mięty pieprzowej

## Działanie
Płyn Mandla ma, dzięki swojemu składowi, właściwości bakteriobójcze.

## Aplikacja
Płyn Mandla stosuje się pędzlując nim jamy nosa.